# Xã Warwick, Quận Chester, Pennsylvania
Xã Warwick (tiếng Anh: Warwick Township) là một xã thuộc quận Chester, tiểu bang Pennsylvania, Hoa Kỳ. Năm 2010, dân số của xã này là 2.507 người.